# リデン–ザックス–テラーの関係式
物性物理学においてリデン–ザックス–テラーの関係式（LST関係式）とは、イオン結晶の長波長、つまり波数ゼロでの縦光学フォノン（LOフォノン）の固有振動数({\displaystyle \omega _{L}})と横光学フォノン（TOフォノン）の固有振動数({\displaystyle \omega _{T}})の比についての関係式のこと 。
{\displaystyle {\frac {\omega _{L}^{2}}{\omega _{T}^{2}}}={\frac {\varepsilon _{st}}{\varepsilon _{\infty }}}}
ここで{\displaystyle \varepsilon _{st}}(または{\displaystyle \varepsilon (0)})は静的誘電率、{\displaystyle \varepsilon _{\infty }}(または{\displaystyle \varepsilon (\omega _{s})})は可視領域の振動数での誘電率 。
名前はR. H. リデン、エドワード・テラー、R. G. ザックスに由来する。

## 起源と限界

Dispersion relation of phonon polaritons in GaP. Red curves are the uncoupled phonon and photon dispersion relations, black curves are the result of coupling (from top to bottom: upper polariton, LO phonon, lower polariton). The LST relation relates the frequencies of the horizontal red curve and the black curve intercept at k=0.

LST関係式は長距離電磁場（原子間距離よりもはるかに長い範囲）を生成できるように関連する正味分極密度を有する光格子振動に適用される。この関係はロスのないローレンツ振動子により記述される周波数依存する誘電率に寄与する理想化された極（「赤外活性」）光格子振動を仮定している。
{\displaystyle \epsilon (\omega )=\epsilon (\infty )+S{\frac {\omega _{T}^{2}}{\omega ^{2}-\omega _{T}^{2}}},}
ここで{\displaystyle \epsilon (\infty )}は高周波での誘電率、{\displaystyle S}は光格子モードの静的分極率、{\displaystyle \omega _{T}}は短距離（微視的）復元力のみを考慮した格子振動の「自然な」振動周波数である。
上の方程式はマクスウェル方程式に差し込まれ、全ての復元力（短距離および長距離）を含む正規モードの完全なセットを見つけることができる。これはフォノンポラリトンと呼ばれることもある。マクスウェル方程式では誘電率がゼロになったときに電気縦波が起こる。すなわち
{\displaystyle \epsilon (\omega _{L})=0}.
上のローレンツ共鳴の場合、この縦モード周波数はLST関係式により与えられる。{\displaystyle \omega _{T}}の横波も存在するが、k=0までずっとは延びていない。なぜなら小さく光のような波動ベクトルの場合、横方向の分極電流により生成される磁場は無視することができず、格子振動と光の掛け合わせにつながる（図参照）。
LST関係式はロスのないローレンツ振動子に由来しているため、誘電率関数がさまざまな理由でより複雑になる現実の材料では崩壊することがある。
- 実際のフォトンには損失がある（ダンピングもしくは散逸とも呼ばれる）
- 材料は誘電率を生成するために一緒に足しあわされる複数のフォノン共鳴を有することができる
- 他に電気的に活発な自由度（特に移動電子）および非ローレンツ振動子が存在しうる

多数の損失のあるローレンツ振動子の場合、一般的なLST関係式を使うことができる。最も一般的には誘電率はローレンツ振動子の組み合わせとしては記述することはできず、縦モード周波数は誘電関数の複素ゼロとしてしか見つけることはできない。